# Sesa
|  | Per a altres significats, vegeu «Riu Sesa». |

Sesa és un municipi aragonès situat a la província d'Osca i enquadrat a la comarca de la Foia d'Osca.